# Пецваль (лунный кратер)
Кратер Пецваль (лат. Petzval) — большой древний ударный кратер в южном полушарии обратной стороны Луны. Название присвоено в честь австрийского оптика Йозефа Пецваля (1807—1891) и утверждено Международным астрономическим союзом в 1970 г. Образование кратера относится к нектарскому периоду.

## Описание кратера
Ближайшими соседями кратера являются кратер Ватсон на западе; кратер Липпман на севере-северо-западе; кратер Хаузен на востоке-юго-востоке и кратер Дерфель на юге. Селенографические координаты центра кратера 62°44′ ю. ш. 110°50′ з. д. / 62,73° ю. ш. 110,83° з. д., диаметр 93,5 км, глубина 2,8 км.
Кратер Пецваль имеет полигональную форму с небольшой впадиной в северной части и выступом в восточной части, умеренно разрушен. Вал сглажен, внутренний склон вала неравномерной ширины, с сглаженными остатками террасовидной структуры в восточной и южной части, в северной части отмечен небольшим кратером. Дно чаши пересеченное, в юго-западной части чаши расположен крупный кратер. Округлый центральный пик несколько смещен к северу от центра чаши.

## Сателлитные кратеры
| Пецваль | Координаты                                              | Диаметр, км |
| ------- | ------------------------------------------------------- | ----------- |
| C       | 60°11′ ю. ш. 107°34′ з. д. / 60,19° ю. ш. 107,57° з. д. | 47,7        |
| D       | 60°04′ ю. ш. 105°46′ з. д. / 60,07° ю. ш. 105,77° з. д. | 24,3        |